# El Zahir
El Zahir és un conte de l'escriptor argentí Jorge Luis Borges que integra El Aleph, col·lecció de contes i relats publicada el 1949.

## Història
Aquest conte fou publicat originalment en Los anales de Buenos Aires, any 2, número 17, juliol del 1947 (pàgines 30-37). Los anales de Buenos Aires era una revista fundada el 1946 per la institució que duia el mateix nom.
Borges es referiria en moltes ocasions a aquest conte quan havia d'explicar el procés de l'escriptura. Mantingué en distintes conferències que el text havia nascut d'una reflexió al voltant de la paraula anglesa unforgettable (inoblidable). Què succeiria si quelcom fos efectivament inoblidable?, pensava l'escriptor, i suposava que en aquesta circumstància seria impossible pensar en una altra cosa que no fos l'objecte inoblidable.
La paraula zahir es refereix al conte, a una expressió d'origen àrab que "vol dir notable, visible; en tal sentit és un de los noranta-nou noms de Déu".
El poder que exerceix un objecte sobre les persones és un tòpic que Borges reprèn en distintes ocasions al llarg de la seva obra. N'és un exemple el conte El libro de arena, del 1979, en què també es troben altres recursos d'El Zahir, com la forma en què es desfà de l'objecte fantàstic.
El conte comença amb una enumeració d'objectes que han estat el Zahir: una moneda de 20 cèntims a Buenos Aires, un tigre a Guzerat al segle xviii, un astrolabi a Pèrsia, una brúixola al segle xix, una veta al marbre d'un pilar en l'aljama de Còrdova, el fons d'un pou a Tetuan.
La història és relatada en primera persona; el narrador-protagonista du el mateix nom que l'autor empíric (Borges). Diu estar escrivint aquesta història cinc mesos després d'haver trobat el Zahir, fet que tingué lloc un 7 de juny després d'assistir a la vetlla de Teodelina Villar. Ja al principi del relat es percep la influència que l'objecte tingué sobre el personatge.
Teodelina Villar havia estat un símbol de la moda de qui el personatge havia estat enamorat. Teodelina representa el que és efímer i fugaç, que contrasta amb l'immutable Zahir.
Borges rep el Zahir com a torna pel pagament d'una beguda alcohòlica, una canya; es tracta d'una moneda de vint cèntims que estudia breument i que gradualment comença a ocupar el seu pensament. L'endemà se'n desfà en donar-la com a pagament d'una canya en un magatzem diferent, la situació del qual s'esforça a ignorar.
Obsessionat per aquella moneda, Borges troba diferents referències històriques del Zahir, acompanyades de meditacions de característiques místiques o religioses.
El Zahir anirà ocupant cada cop amb més intensitat tots els seus pensaments, fins que arribarà el moment en què Borges preveu que deixarà de percebre l'univers per a contemplar únicament el Zahir.